# منتخب النمسا تحت 19 سنة لكرة القدم للسيدات
منتخب النمسا تحت 19 سنة لكرة القدم للسيدات هو ممثل النمسا الرسمي في المنافسات الدولية في كرة القدم في فئة كرة قدم تحت 19 سنة للسيدات .